# 康氏魮
康氏魮（学名：Barbus condei）為輻鰭魚綱鯉形目鯉科魮屬的其中一個種。該物種於1982年由Volker Mahnert和Jacques Géry描述，分布於非洲加彭的伊溫多河流域，體長可達2.8公分。

## 扩展阅读
維基物種上的相關：康氏魮